# Pirro Çako
Pirro Çako, född 20 november 1965 i Tirana, är en albansk sångare och kompositör. Han är son till sångaren Gaqo Çako.
Hans duett med Rovena Dilo, "Për një çast më ndali zemra" som de vann Kënga Magjike 2001 med, är en av hans mest berömda framträdanden. Çako släppte sitt första album 2004, Herët a vonë (förr eller senare). Albumet innehåller 15 låtar, solo och duetter med bland andra Rovena Dilo, Mariza Ikonomi och även Çakos före detta fru Inva Mula, en välkänd sopran. 
1988 skrev han "E duam lamturinë", som Parashqevi Simaku vann Festivali i Këngës med. Çako har också, tillsammans med Ardit Gjebrea skrivit Juliana Pasha och Albaniens bidrag, "It's All About You" till Eurovision Song Contest 2010 i Oslo. Çako har också själv deltagit i flera musiktävlingar, 2009 ställde han upp i Festivali i Këngës med låten "Një tjetër jetë" och 2008 ställde han upp i Kënga Magjike med låten "Anjushka". 2010 deltog han återigen i Kënga Magjike, denna gång med låten "Mirëmbrëma si je". Han slutade tvåa, endast två poäng bakom Juliana Pasha och Luiz Ejlli vars låt, "Sa e shitë zemrën", han skrivit. Han fick även specialpris för "bästa framträdande". I oktober 2012 släppte han singeln "Nuk jam superman" som producerats av Supersonic. Låten hade han både skrivit och komponerat själv. Några veckor senare presenterade han låten "Dalldisa", som han deltog i Kënga Magjike 14 med. I finalen den 10 november fick han 426 poäng för sitt bidrag vilket i sin tur räckte till plats 15 av 43. Han tilldelades även "Çmimi i Kontributit" (bidragspriset).